# منجم مهد الذهب
منجم مهد الذهب هو منجم سعودي يقع في في محافظة مهد الذهب في منطقة المدينة المنورة في المملكة العربية السعودية يعد المنجم أقدم منجم في السعودية و أهمها و اشهرها وهو يحتوي على خامات من الذهب والفضة والنحاس والزنك والرصاص.

## التسمية عبر التاريخ
عرف المنجم بأسماء مختلفة مثل فران بفتح أوله و تخفيف ثانيه و آخره نون , كما عرف باسم معدن بني سليم نسبة إلى قبيلة بني سليم التي كان يقع في بلادها و تشرف عليه وقيل نسبة إلى النبي الملك سليمان بن داؤود عليهما السلام , وأيضًا عرف باسم معدن المحجة.

## التاريخ
تشير النظائر المشعة لمخلفات التعدين في محافظة مهد الذهب، أنها تعود للعام 961 قبل الميلاد، وقد عُوِدَ التعدين فيها في العهد العباسي، أما البعثة العثمانية، فقد أقر خبراؤها بوجود الذهب، لكن تركوا مهمة التعدين لانهم وصفوها بالمستحيلة، في ظل انعدام المياه في المنطقة.

### عهدالنبي محمدصلى الله عليه وسلم
روي عن قدوم أبي حصين السلمي رضي الله عنه بسبائك من ذهب من معدنه إلى رسول الله صلى الله عليه و سلم ليقضي به دينًا عليه.

### عهدأبوبكر الصديقرضي الله عنه
ذكر أنه في عهد أبو بكر الصديق رضي الله عنه تم استخراج كميات لا بأس بها من المنجم .

### عهدالدولة الأموية
في نهاية العصر الأموي وتحديدًا عام 129 هـ كان للمنجم عامل مسؤول عن جباية حصة الدولة منه .

### عهدالدولة العباسية
تدل الشواهد الأثرية على أن هذا المعدن استمر في إنتاجه خلال العصر العباسي , فالشواهد الأثرية تدل على أنه استغل بشكل مكثف خاصة في القرنين الثاني والثالث هجري و يتضح ذلك من بقايا الأبنية وأحجار الرحى و الكسر الفخارية المنتشرة على سطح الموقع., يرى الحربي في كتابة المناسك أن المنجم هجر بسبب حروب و نزاعات القبائل في المنطقة فتنهب إنتاجه و تصيبه بالأذى والدمار , الأمر الذي أثر على إنتاجه و تسبب في اضمحلاله و تدهوره.

### فترة التعدين الأولى
بدأت أعمال التنقيب عام 1939 من قبل نقابة التعدين العربية السعودية والتي كان قد حصلت على امتياز للاستكشاف المعدني في المنطقة العربية من الدرع العربي لاختيار المناجم التي ترغب في استغلالها تجارياً. استمرت أعمال التعدين حتى عام 1954 حيث توقف العمل في المنجم لانخفاض أسعار الذهب وارتفاع التكلفة وتدني تركيز درجات الخام في المنجم.

### فترة التعدين الثانية
افتتح المنجم عام 1983 وبدأ الإنتاج التجاري عام 1988، وبحسب دراسة الجدوى الاقتصادية لمنجم مهد الذهب التي أجريت في عام 1983م عن وجود احتياطي بحوالي 1,200,000 طن بتركيز يصل إلى 26 جرام ذهب/طن.
وبدأ الإنتاج الفعلي للمنجم في منتصف عام 1988م. وقد تم منذ عام 1983م حتى نهاية عام 2006م حفر أكثر من 59 كيلومتراً من الأنفاق واستخراج أكثر من 3,576,189 طن من الخام الذي يحتوي على 18.13 جرام/طن كمتوسط لنسبة الذهب.
وفي نهاية عام 2007م قدرت كمية الاحتياطي المتبقي بحوالي 1,087,764 طناً وحتى نهاية عام 2007م تم حفر ما يزيد عن 232 كيلومتراً من الحفر الماسي وذلك لتقييم عروق الخام وزيادة الاحتياطي واستكشاف امتدادات جديدة للتمعدن.

## ذكر المنجم لدى المؤرخين
- أبي اسحاق البكري : هو لبني سليم بن منصور بن عكرمة
- موريتس : إن المعدن كان به ذهب كثير يستخرج فيه منذ قدم الدهر و يحفر عليه في جبل يمنة الطريق للمصعد .[10]
- السمهودي 844 هـ : معدن بني سليم هو معدن فران به قرية كبيرة تحوي على آبار و برك على مئة ميل من المدينة المنورة. وربما نقل السمهودي عن غيره إذ يحتمل أن المنجم لم يعمل إلى عهد تأليف كتابه, فقط توقف العمل في هذا المنجم فيما يبدو خلال القرن الثالث هجري.
- المؤرخ الحربي في كتاب المناسك : كان به ذهب كثير يستخرج من قديم الدهر و يحفر عليه في جبل يمنة الطريق , فعظمت فيه المؤونه , وكانوا إذا استخرجوه أتتهم قبائل الحريش و جعدة و قشير و أخذوه منهم و غلبوهم عليه .[8]